# Libčice nad Vltavou (stacja kolejowa)
Libčice nad Vltavou – stacja kolejowa w miejscowości Libčice nad Vltavou, w kraju środkowoczeskim, w Czechach. Znajduje się na wysokości 185 m n.p.m.
Jest zarządzana przez Správę železnic. Na stacji znajdują się kasy biletowe, na których istnieje możliwość zakupu biletów na wszystkie pociągi w tym międzynarodowe oraz rezerwacji miejsc.

## Linie kolejowe
- 091 Praha - Kralupy nad Vltavou